# Jindřich Pazdera
Jindřich Pazdera (* 25. července 1954) je český houslista a pedagog.
Na housle se začal učit v šesti letech. Na Konzervatoři v Žilině jej vedl prof. Bohumil Urban, poté byl jeho pedagogem Tibor Gašparek. U prof. Gašparka pak v letech 1972 až 1974 také studoval na bratislavské Vysoké škole múzických umení. V roce 1974 obdržel státní stipendium ke studiu na Moskevské státní konzervatoři P. I. Čajkovského. Studia ukončil s vyznamenáním v roce 1979.
Během studií se stal vítězem Mezinárodní houslové soutěže Pražské jaro 1972. Je profesorem na Hudební fakultě AMU v Praze a externě vyučuje také na Pražské konzervatoři.